# Natatolana pastorei
Natatolana pastorei är en kräftdjursart som först beskrevs av Giambiagi 1925.  Natatolana pastorei ingår i släktet Natatolana och familjen Cirolanidae. Inga underarter finns listade i Catalogue of Life.